# 腹盘属
腹盘属（学名：Gastrodiscus）为腹盘科的一个属。

## 下属物种
本属包括以下物种：
- 埃及腹盘吸虫 Gastrodiscus aegyptiacus (Cobbold, 1876) Leuckart in Cobbold, 1877